# Brett Macklin
Brett Macklin, es un personaje ficticio de la serie de televisión australiana Home and Away, interpretado por el actor Gerry Sont de 1988 a 1989 y en el 2005. 

## Biografía
Fue mencionado por primera vez como el niño rico con quien salía Ruth Stewart durante su estancia en la ciudad. 
Brett apareció por primera vez cuando Ruth volvió a la ciudad para decirle que estaba embarazada de él, Brett le dijo que abortara, pero Ruth se negó y decidió quedarse con el bebé. Al día siguiente cuando Brett fue a buscarla para llevarla a un hospital para que se practicara un aborto, Ruth escapó. 
Más tarde Ruth organizó un plan para convencer a Frank Morgan para que se casara con ella y así hacer pasar al bebé como suyo. 
Brett apareció de nuevo cuando Bobby Marshall le dijo que Ruth estaba pensando decirle a Frank que el bebé que estaba esperando era de él. Al día siguiente Ruth lo visitó en su hotel para preguntarle porqué estaba ahí y Brett le dijo que estaba ahí ya que después de sufrir paperas había quedado infertil. Sin embargo cuando Ruth decidió seguir con el plan de decirle a Frank que el hijo era suyo, Brett recurrió a su tía Morag Bellingham quien creía que Frank no era bueno para Ruth, Morag decidió ayudar a Brett a obtener la custodia del bebé y así lograr que él y Ruth regresaran, ya que creía que él era mejor para su sobrina.
Después de que la boda de Ruth y Frank no se efectuara, Brett y Morag trataron de convencer a Ruth para que firmara unos papeles que harían que ella le cediera a la bebé a Brett. Ruth firmó los papeles, pero pronto se dio cuenta de que no podía darle a la bebé a alguien como Brett, así que huyó y luego le dijo a Brett que había abortado. 
Después de que Morag se enterará de que Ruth había mentido acerca del aborto, el abogado de Brett fue a ver a los Stewart y les dijo que los demandaría por la custodia de la bebé, el padre de Ruth, Alf Stewart molestó fue a ver a Brett y lo golpeó, poco después Ruth decidió hablar con Brett, quien decidió no seguir con su abogado y participar más en la vida de su hija.
Durante una fiesta organizada en el Diner por Morag, Brett escuchó a Alf y Celia Stewart hablando acerca de invertir en una empresa en Bay. Poco después le dio un trabajo a Frank con el único fin de ganarse su confianza, pero Frank ayudaba a Ailsa Stewart a exponerlo como un fraude. mientras tanto Brett trató de acercarse a Bobby pero esta lo humillaba siempre cuando lo rechazaba.
Brett comenzó a amenazar a Ailsa y pronto logró hacer que Alf y Ailsa se separaran, lo que llevó a Ailsa a irse de Bay. Como venganza Bobby aceptó salir con él y durante la cita Bobby lo humilló cuando se fue con Frank. Cuando Ailsa regresó a Bay trató de mantenerla lejos de Alf haciendo que Ruth simulara estar en trabajo de parto, pero al final resultó que Ruth si estaba en labor de parto y fue llevada al hospital.
Cuando Alf llegó al hospital insistió en que Brett y su entrometido padre Gordon Macklin se alejaran de su hija; pero cuando Ruth dio a luz a Martha MacKenzie - Holden, Gordon dijo que no quería tener nada que ver con la bebé, por ser niña, lo que dejó a Brett devastado, Brett se emborrachó pero fue despertado por su hermana Stacey quien había sido enviada por su padre para hacerse cargo del negocio. 
Sintiendo que ya no había nada más para él, decidió una vez más que quería luchar por la custodia de su hija y comenzó a chantajear a Ruth diciéndole que su padre y el resto de Bay perderían todo su dinero, así que Ruth se vio obligada a entregar a su pequeña Martha.
Cuando los habitantes de Bay comenzaron a sospechar Brett desesperado robó el dinero de la empresa de su padre y tomó a Martha del hospital, pero antes de que pudieran escapar fueron perseguidos por su hermana Stacey y por Philip Matheson, sin embargo mientras lo perseguían Brett cerró la puerta del coche en la mano de Philip y arruinó su carrera, lo que ocasionó que Brett lograra escapar.
En Melbourne Brett luchó por cuidar a Marhta pero al final llamó a un doctor quien llamó a la policía. Después de ser atrapado Brett platicó con Ruth y ambos decidieron que ninguno estaba listo para ser padre y decidieron dar a Martha en adopción.
Cuando Brett trató de pedirle perdón a Phillip y este rechazó sus disculpas trató de suicidarse pero fue detenido por Jeff Samuels. Poco después de platicar con su hermana Brett decidió irse de Bay.
Brett fue mencionado de nuevo cuando Martha ya mayor, llegó a Bay para tratar de ponerse en contacto con él, pero poco después Martha dijo que su padre no quería tener nada que ver con ella. Más tarde cuando Brett regresó a Bay para crear un pequeño centro turístico en la bahía trató de ponerse en contacto con su hija, lo que dejó a Martha sorprendida ya que su padre le había dicho unos meses después que no quería saber nada de ella.
Poco después se reveló que Brett salía con Josie Russell y que tenía un acuerdo para desarrollar un nuevo resort en el Caravan Park, sin embargo Brett no sabía que Josie trabajaba para exponerlo por verter desechos tóxicos en el lugar. Cuando Brett se dio cuenta trató de matarla empujándola de un precipicio pero antes de lograrlo Brett fue arrestado.